# Ayyūb ibn Ḥabīb al-Lakhmī
Ayyūb ibn Ḥabīb al-Lakhmī (fl. VIII secolo) fu Wālī omayyade, ad interim, di al-Andalus, nel 716.

## Origine
Ayyūb, secondo la Histoire de la conquête de l'Espagne par les Musulmans era figlio di Ḥabīb al-Lakhmī e di una sorella del secondo wālī omayyade di al-Andalus che fu anche Wali di Ifriqiya, Mūsā b. Nuṣayr, quindi cugino del precedente, ʿAbd al-ʿAzīz b. Mūsā ibn Nuṣayr, come conferma anche il Diccionario biográfico español, Real Academia de la Historia, riporta che Musa era di umile origine.

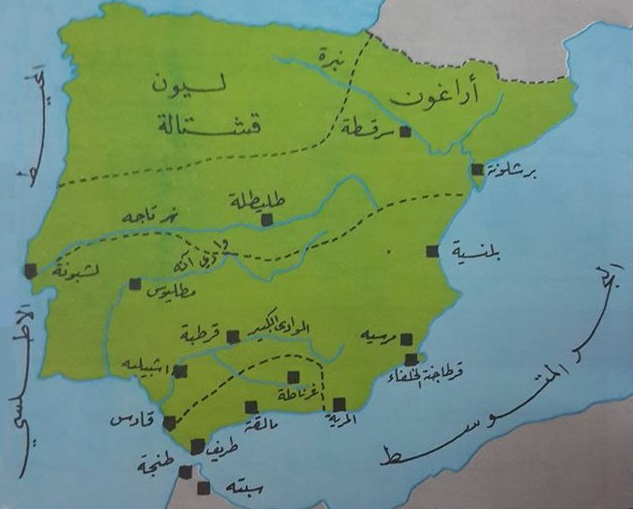
Mappa della penisola iberica, nel 716, durante il governo di Ayyūb ibn Ḥabīb

## Biografia
Dato che l'influenza di Egilona sul marito Abd al-Aziz ibn Musa non era gradita e ancor meno gradita ai mori fu l'incoronazione di Abd Aziz, come riportato nella Histoire de la conquête de l'Espagne par les Musulmans.

Nemmeno a Damasco la notizia fu favorevolmente ricevuta dal nuovo califfo degli Omayyadi, Sulayman ibn Abd al-Malik, il quale aveva fatto imprigionare il padre di Abd al-Aziz, Mūsā ibn Nuṣayr, e, poi dato ordine di uccidere Abd al-Aziz ibn Musa reo di aver tentato di stabilire una propria monarchia nella Penisola iberica; Abd al-Aziz venne ucciso, nel 716, mentre pregava in una moschea di Siviglia, che era stata la chiesa di Robina, mentre Ibn Abd-el-Hakem's History of the Conquest of Spain, riporta che Abd al-Aziz ibn Musa fu scacciato dalla moschea e ucciso all'esterno di essa.

Anche Spagna musulmana e Portogallo riporta la condanna e l'assassinio di Abd al-Aziz ibn Musa.

La testa di ʿAbd al-ʿAzīz fu portata a Damasco e suo padre, Musa dovette fare il riconoscimento. Anche i fratelli e fratellastri di ʿAbd al-ʿAzīz erano stati rimossi dagli incarichi o fatti uccidere, come sostiene lo storico C.H. Becker.
Dopo l'omicidio di ʿAbd al-ʿAzīz, il cugino Ayyūb b. Ḥabīb al-Lakhmī fu designato wālī di al-Andalus dai giustizieri del cugino, che a Kairouan, capitale di Ifriqiya, non incontrarono il Wali e quindi non poterono fare approvare la nomina, che non fu nemmeno confermata dal califfo di Damasco, Sulayman ibn Abd al-Malik, che non aveva alcuna simpatia per i famigliari di Mūsā b. Nuṣayr.

Secondo la Histoire de la conquête de l'Espagne par les Musulmans furono i Berberi, che trovandosi senza Wali elessero il nipote di Musa.
Ayyūb rimase in carica per circa sei mesi, durante i quali, secondo la Ajbar Machmuâ: crónica anónima spostò la capitale da Siviglia a Cordova. 
Fu quindi sostituito dal nuovo wālī, al-Ḥurr b. ʿAbd al-Raḥmān al-Thaqafī, nominato dal wālī d'Ifrīqiya, Muḥammad ibn Yazīd al-Qurashī, nominato nel 715 in sostituzione di Mūsā b. Nuṣayr; la Histoire de la conquête de l'Espagne par les Musulmans conferma la nomina chiamando il wālī d'Ifrīqiya, Abd-Allah ibn Yazīd, mentre la Ajbar Machmuâ: crónica anónima lo chiama Obaid-Allah.

### Fonti primarie
- (FR)  Histoire de la conquête de l'Espagne par les Musulmans
- (FR)  #ES Histoire de l'Afrique et de l'Espagne
- (ES)  Ajbar Machmuâ: crónica anónima
- (EN)  #ES Ibn Abd-el-Hakem's History of the Conquest of Spain
- (EN)  muslim spain and portugal

### Letteratura storiografica
- C.H. Becker, L'espansione dei saraceni in Africa e in Europa, in Storia del mondo medievale, vol. II, Garzanti, 1999,  pp. 70-96.